# Porioides tasmani
Porioides tasmani là một loài nhện trong họ Hahniidae.
Loài này thuộc chi Porioides. Porioides tasmani được miêu tả năm 1970 bởi Raymond Robert Forster.